# Tyler Mitchem
Tyler Mitchem (24 maggio 1998) è un pallavolista statunitense, centrale del Plessis-Robinson.

## Carriera

### Club
La carriera di Tyler Mitchem inizia nei tornei scolastici dell'Illinois, giocando per la Bolingbrook HS, mentre a livello giovanile fa parte per due annate della squadra di club dello Sports Performance. Dopo il diploma entra a far parte della squadra universitaria della Lewis, in NCAA Division I: fa parte dei Flyers dal 2017, saltando tuttavia l'annata, fino al 2022, disputando due semifinali nazionali (2019 e 2021) e ricevendo diversi riconoscimenti individuali.
Nella stagione 2022-23 sigla il suo primo contratto professionistico nella Ligue A francese, dove difende i colori del Plessis-Robinson.

### Nazionale
Nel 2021 debutta in nazionale in occasione del campionato nordamericano, dove si classifica al quinto posto, mentre qualche settimana più tardi conquista la medaglia di bronzo alla NORCECA Final Six. Un anno dopo vince la medaglia d'argento alla Volleyball Nations League.

## Palmarès

### Nazionale (competizioni minori)
- NORCECA Final Six 2021

### Premi individuali
- 2019 - All-America Second Team
- 2020 - All-America First Team
- 2021 - All-America First Team
- 2021 - NCAA Division I: Columbus National All-Tournament Team
- 2021 - All-America First Team